# West Auckland Town AFC

West Auckland Town AFC este un club de fotbal din satul West Auckland, districtul Durham, Anglia, fondat în anul 1893.

## Istoric
Inițial clubul a fost fondat sub numele de West Auckland F.C., iar mai târziu în 1914 avea să se numească  West Auckland Town FC. Clubul a evoluat în diviziile:  Wear Valley League (1896–1900), South Durham Alliance (1900–05) și Mid Durham League (1905–08). Din 1908 au început să evolueze în Northern League.
Desigur clubul din West Auckland este foarte cunoscut în istorie pentru cucerirea celor două ediții ale Sir Thomas Lipton Trophy. După ce au cucerit trofeul prima oară în 1909, West Auckland F.C s-a reîntors doi ani mai târziu să-și apere trofeul. După ce au trecut în finală de gigantul italian Juventus Torino, West Auckland -conform regulamentului- putea păstra permanent trofeul.
După întoarcerea din Italia, clubul s-a văzut să amaneteze trofeul 'doamnei Lancaster, patroana hotelului "Wheatsheaf Hotel" din cauza problemelor financiare (40 de lire sterline). Până în anul 1960 trofeul a rămas la doamna Lancaster, când contra unei sume de 100 de lire trofeul a revenit în vistieria clubului. Din păcate în 1994 trofeul a fost furat și niciodată nu a fost recuperat cu toate că s-a oferit o recompensă de 2000 de lire sterline. Totuși o replică a acelui trofeu se poate găsi în West Auckland Working Men's Club.
Povestea de succes a clubului a fost transformată într-un film de televiziune în 1981 - "Povestea unui căpitan"- produs de Televiziunea Tyne Tees având în rol principal pe Dennis Waterman.
În memoria Sir Thomas Lipton Trophy din 1909, s-a organizat un meci între West Auckland Town F.C. și Juventus Torino (echipa sub 20 de ani) încheiat cu scorul de 7-1.

## Echipa în 1909
- West Auckland F.C:  
  - Jimmy Dickinson, Rob Gill, Jack Greenwell, Rob Jones, Tom Gill, Charlie "Dirty" Hogg,
  - Ben Whittingham, Douglas Crawford, Bob Guthrie, Alf "tot" Gubbins, Jock Jones,
  - David "Ticer" Thomas, Tucker Gill,
- Oficial: MSC (Sidney) Barron - Secretary.

## Echipa în 1911
- West Auckland F.C.   
  - J Robinson, Tom Wilson, Charlie Cassidy, Andy "Chips" Appleby,
  - Michael Alderson, Bob "Drol" Moore, Fred Dunn, Joes Recastle,
  - Bob Jones, Bob Guthrie, Charlie "Dirty" Hogg, T Riley, John Warick
- Oficiali: MSC Barron, E Meek, W Nolli, R Hodgson, R Chamberlain

## Palmares
- Sir Thomas Lipton Trophy: 1909, 1911.

## Referinte
- Official website Arhivat în 17 mai 2014, la Wayback Machine.
- West Auckland Village Website including the World Cup Pages
- West Auckland: "World Cup" winners
- Results of the Thomas Lipton Trophy
- Football's First World Cup Arhivat în 23 decembrie 2014, la Wayback Machine.
- Report and full match footage from West Auckland's 2009 pre-season game against Sassco.co.uk